# Филиберт I Савойски
Вижте пояснителната страница за други личности с името Филиберт Савойски.
Филиберт I Савойски „Ловецът“ (на италиански: Filiberto I di Savoia; * 17 август 1465, Шамбери, Савойско херцогство; † 22 септември 1482, Лион, Кралство Франция) е принц на Пиемонт, 4-ти херцог на Савоя, граф на Аоста, на Мориен и на Ница (1472 – 1482).

## Произход
Той е най-големият син на Амадей IX Савойски (* 1435, † 1472), 3-ти херцог на Савоя (1465 – 1472), и на съпругата му Йоланда дьо Валоа (* 1434, † 1478), сестра на Луи XI, крал на Франция (1461 – 1483). Негови дядо и баба по бащина линия са Лудвиг Савойски „Старият“, 2-ри херцог на Савоя, граф на Аоста и Мориен от 1439 до 1465 г., и Анна дьо Лузинян, а по майчина – кралят на Франция Шарл VII и Мария Анжуйска. Има шестима братя и три сестри:
- Лудвиг (*/† 1453)
- Анна (* 1455, † 1480), съпруга на Федерико I, бъдещ крал на Неапол
- Карл (* 1456, † 1471), принц на Пиемонт
- Мария (* ок. 1463, † 1511/13), маркграфиня на Баден-Хахберг като съпруга на Филип фон Хахберг-Заузенберг и господарка на Плеси като съпруга на Жак д'Асе
- Луиза или Лудовика (* 1462, † 1503), съпруга на Хуг, принц на Шалон, блажена
- Бернардин (*/† 1467)
- Карл I (* 1468, † 1490), 5-и херцог на Савоя, на Аоста и Мориен, съпруг на Бианка Монфератска
- Йоаким Лудвиг (* 1470, † 1485), маркиз на Жекс
- Йохан Клавдий (*/† 1472)

## Биография

### Начални години и образование
7-годишният Филиберт става херцог на Савоя през 1472 г. при смъртта на баща си. Майка му става негова регентка. Тя го жени през 1474 г. за първата му братовчедка Бианка Мария Сфорца (* 1472, † 1510), дъщеря на Галеацо Мария Сфорца, херцог на Милано, и на Бона Савойска, дъщеря на бившия херцог Лудвиг Савойски.
Той има отлични учители, като хуманиста Никола ди Тарси, каноник на Верчели, и получава класическо образование, което му позволява да произнесе класическа реч по време на събрание на Генералните щати на Савоя. Известният хуманист Франческо Филелфо му посвещава трактат за образованието, озаглавен Instructione del bel vivere. Интересът на Филиберт към културата е засвидетелстван от колекцията от голям брой книги: преди всичко текстове, изрично предназначени за неговото образование и вероятно избрани по съвет или вдъхновение от Никола ди Тарси: наред с класически автори като Овидий, Салустий, Теренций и други, има и „модерни“ автори като Лоренцо Вала.

### Ефимерно управление
Регентството на майка му е помрачено от войните, причинени от неговия чичо Филип от Брес, нетърпелив да поеме управлението. Йоланда знае как да защити себе си и сина си, маневрирайки умело в големия конфликт между Кралство Франция и Бургундското херцогство. След поражението на френските войски в битката при Морат (26 юни 1476 г.) херцогът на Бургундия Шарл Дръзки губи подкрепата на херцогиня Йоланда към Бургундското херцогство и я пленява при Жекс. Малкият Филиберт е спасен първо в Женева, след това в крепостта на Монмелиан. Покровител на херцога по това време е неговият чичо Йоаким Лудвиг, епископ на Женева; тогава крал Луи XI директно поема управлението от лицето на Филиберт и го поверява на графа на Миолан.
След като Шарл Дръзки залавя регентката, Савойските държави изпадат в хаос: тази ситуация е разрешена, когато Йоланда е освободена от бургундски плен от Йоаким Лудвиг. Тя си връща управлението на херцогството, но умира през 1478 г. Йоланда управлява херцогския съвет, развълнуван от разногласия и доминиран от краля на Франция. Разногласията между Бургундия и Франция продължават и изглежда никой не може да ги спре. За да се опита да намери разумно решение, кралят на Франция Луи XI вика Филиберт във Франция, опитвайки се да го убеди да остави управлението в ръцете на чичовците си, също и защото младият херцог прекарва времето си в лов и празненства в двора. Филиберт многократно отива във френския двор. След смъртта на майка му обкръжението на младия херцог се опитва да го подмами всеки на своя страна, за да получи властта. Накрая чичо му Филип II Савойски поема управлението през 1481 г.

### Смърт
Филиберт не се радва на добро здраве: той страда от камъни в бъбреците още от дете. Още през 1471 г. един от най-известните хирурзи на времето, Николо ди Сен Диер, е призован да лекува малкия принц, и той му предписва отвари и лечебни бани, които се оказват неефективни. След изостряне на заболяването шестима лекари и двама хирурзи са извикани в двора, но усилията им са напразни. След моментно подобрение, което дава надежда за бързо възстановяване, здравето на херцога се влошава и той умира на 17 години през 1482 г. Тялото му е погребано в Абатство Откомб, но днес са останали само надгробните плочи на графа: когато абатството е окупирано от якобинците, те насилствено нахлуват в гробницата му и унищожават тленните му останки заедно с тези на други членове на Савойската династия.
Съпругата му Бианка Мария (която по-късно се омъжва за император Максимилиан I) не му ражда деца и по този начин короната преминава у брат му Карл, който е на 14 години.